# 西班牙国铁340型柴油机车
340型柴油机车是西班牙国家铁路（RENFE）向联邦德国（西德）克劳斯-玛菲公司订购的液力传动柴油机车，1966年至1967年间累计生产32台，其中首10台由克劳斯-玛菲公司制造，其余由克劳斯-玛菲公司授权巴布科克·威尔科克斯公司（Babcock & Wilcox）制造。
340型柴油机车是在德国联邦铁路V200型柴油机车基础上发展的大功率液力传动柴油机车。机车设有两个司机室，采用单机双机组设计，两套机组对称布置，采用第五种主传动路线。机车装用两台梅塞德斯-奔驰MD 870型高速柴油机，并采用两套迈巴赫的米基德罗型单循环圆复合式变扭器传动装置。

## 参看
- V200型柴油机车
- NY5型柴油机车